# Capparis montana
Capparis montana là một loài thực vật có hoa trong họ Capparaceae. Loài này được (Aubl.) Lemée mô tả khoa học đầu tiên năm 1955.